# Lophalia quadrivittata
Lophalia quadrivittata är en skalbaggsart som först beskrevs av Bates 1892.  Lophalia quadrivittata ingår i släktet Lophalia och familjen långhorningar. Inga underarter finns listade i Catalogue of Life.